# Vysočina Gladiators
I Vysočina Gladiators sono una squadra di football americano di Chotěboř, nella Repubblica Ceca, fondata nel 2012.

## Dettaglio stagioni

### Tornei nazionali

#### Tackle

##### Prima squadra

###### ČLAF
| Stagione | regular season | regular season | regular season | regular season | regular season | regular season | playoff | playoff | playoff | playoff | playoff | playoff    | playoff      |
|          | Vin            | Par            | Per            | Tot            | PF             | PS             | Vin     | Per     | Tot     | PF      | PS      | risultato  | avversaria   |
| -------- | -------------- | -------------- | -------------- | -------------- | -------------- | -------------- | ------- | ------- | ------- | ------- | ------- | ---------- | ------------ |
| 2019     | 7              | 0              | 3              | 10             | 336            | 335            | 0       | 1       | 1       | 20      | 42      | Semifinale | Prague Lions |
| 2020     | 8              | 0              | 0              | 8              | 294            | 60             | -       | -       | -       | -       | -       | -          | -            |
| 2021     | 5              | 0              | 1              | 6              | 180            | 113            | 1       | 0       | 1       | 23      | 0       | Campioni   | Prague Lions |
| Totale   | 20             | 0              | 4              | 24             | 810            | 508            | 1       | 1       | 2       | 43      | 42      |            |              |

Fonti: Enciclopedia del Football - A cura di Roberto Mezzetti

###### ČLAF B/Č2LAF
| Stagione | regular season | regular season | regular season | regular season | regular season | regular season | playoff | playoff | playoff | playoff | playoff | playoff    | playoff               |
|          | Vin            | Par            | Per            | Tot            | PF             | PS             | Vin     | Per     | Tot     | PF      | PS      | risultato  | avversaria            |
| -------- | -------------- | -------------- | -------------- | -------------- | -------------- | -------------- | ------- | ------- | ------- | ------- | ------- | ---------- | --------------------- |
| 2013     | 0              | 0              | 6              | 6              | 34             | 208            | -       | -       | -       | -       | -       | -          | -                     |
| 2018     | 7              | 0              | 1              | 8              | 247            | 80             | 0       | 1       | 1       | 10      | 28      | Silverbowl | Ústí nad Labem Blades |
| Totale   | 7              | 0              | 7              | 14             | 281            | 288            | 0       | 1       | 1       | 10      | 28      |            |                       |

Fonti: Enciclopedia del Football - A cura di Roberto Mezzetti

###### ČLAF C/Č3LAF
| Stagione | regular season | regular season | regular season | regular season | regular season | regular season | playoff | playoff | playoff | playoff | playoff | playoff     | playoff         |
|          | Vin            | Par            | Per            | Tot            | PF             | PS             | Vin     | Per     | Tot     | PF      | PS      | risultato   | avversaria      |
| -------- | -------------- | -------------- | -------------- | -------------- | -------------- | -------------- | ------- | ------- | ------- | ------- | ------- | ----------- | --------------- |
| 2014     | 0              | 0              | 6              | 6              | 42             | 230            | -       | -       | -       | -       | -       | -           | -               |
| 2017     | 6              | 0              | 0              | 6              | 179            | 13             | 1       | 1       | 2       | 41      | 13      | Bronze Bowl | Přerov Mammoths |
| Totale   | 6              | 0              | 6              | 12             | 221            | 243            | 1       | 1       | 2       | 41      | 13      |             |                 |

Fonti: Enciclopedia del Football - A cura di Roberto Mezzetti

###### Divize IV/Č4LAF
| Stagione | regular season | regular season | regular season | regular season | regular season | regular season | playoff | playoff | playoff | playoff | playoff | playoff   | playoff        |
|          | Vin            | Par            | Per            | Tot            | PF             | PS             | Vin     | Per     | Tot     | PF      | PS      | risultato | avversaria     |
| -------- | -------------- | -------------- | -------------- | -------------- | -------------- | -------------- | ------- | ------- | ------- | ------- | ------- | --------- | -------------- |
| 2015     | 3              | 0              | 3              | 6              | 122            | 127            | 1       | 1       | 2       | 38      | 33      | Iron Bowl | Znojmo Knights |
| 2016     | 6              | 0              | 0              | 6              | 207            | 26             | 1       | 0       | 1       | 18      | 13      | Campioni  | Třinec Sharks  |
| Totale   | 9              | 0              | 3              | 12             | 329            | 153            | 2       | 1       | 3       | 56      | 46      |           |                |

Fonti: Enciclopedia del Football - A cura di Roberto Mezzetti

##### Giovanili

###### ČJLAF
| Stagione | regular season | regular season | regular season | regular season | regular season | regular season | playoff | playoff | playoff | playoff | playoff | playoff   | playoff    |
|          | Vin            | Par            | Per            | Tot            | PF             | PS             | Vin     | Per     | Tot     | PF      | PS      | risultato | avversaria |
| -------- | -------------- | -------------- | -------------- | -------------- | -------------- | -------------- | ------- | ------- | ------- | ------- | ------- | --------- | ---------- |
| 2018     | 3              | 0              | 2              | 5              | 139            | 80             | -       | -       | -       | -       | -       | -         | -          |
| Totale   | 3              | 0              | 2              | 5              | 139            | 80             | -       | -       | -       | -       | -       |           |            |

Fonti: Enciclopedia del Football - A cura di Roberto Mezzetti

###### Č2JLAF
| Stagione | regular season | regular season | regular season | regular season | regular season | regular season | playoff | playoff | playoff | playoff | playoff | playoff   | playoff          |
|          | Vin            | Par            | Per            | Tot            | PF             | PS             | Vin     | Per     | Tot     | PF      | PS      | risultato | avversaria       |
| -------- | -------------- | -------------- | -------------- | -------------- | -------------- | -------------- | ------- | ------- | ------- | ------- | ------- | --------- | ---------------- |
| 2017     | 6              | 0              | 0              | 6              | 181            | 77             | 0       | 1       | 1       | 0       | 20      | Finale    | Budweis Hellboys |
| Totale   | 6              | 0              | 0              | 6              | 181            | 77             | 0       | 1       | 1       | 0       | 20      |           |                  |

Fonti: Enciclopedia del Football - A cura di Roberto Mezzetti

#### Flag

##### Giovanili

###### Flagové mistrovství U15
| Stagione | regular season | regular season | regular season | regular season | regular season | regular season | playoff | playoff | playoff | playoff | playoff | playoff   | playoff    |
|          | Vin            | Par            | Per            | Tot            | PF             | PS             | Vin     | Per     | Tot     | PF      | PS      | risultato | avversaria |
| -------- | -------------- | -------------- | -------------- | -------------- | -------------- | -------------- | ------- | ------- | ------- | ------- | ------- | --------- | ---------- |
| 2014     | 11             | 1              | 6              | 18             | 410            | 317            | -       | -       | -       | -       | -       | -         | -          |
| 2015     | 11             | 0              | 24             | 35             | 478            | 839            | -       | -       | -       | -       | -       | -         | -          |
| Totale   | 22             | 1              | 30             | 53             | 888            | 1156           | -       | -       | -       | -       | -       |           |            |

Fonti: Enciclopedia del Football - A cura di Roberto Mezzetti

### Riepilogo fasi finali disputate
| Anno              | Luogo   | Evento | Fase del torneo | Incontro                                    | Risultato |
| 10 luglio 2016    | Jihlava | Č3LAF  | Iron Bowl       | Vysočina Gladiators - Třinec Sharks         | 18 - 13   |
| 15 luglio 2017    | Jihlava | Č3LAF  | Bronze Bowl     | Vysočina Gladiators - Přerov Mammoths       | 0 - 6     |
| 15 luglio 2018    | Jihlava | Č2LAF  | Silver Bowl     | Vysočina Gladiators - Ústí nad Labem Blades | 10 - 28   |
| 5 luglio 2019     | Praga   | ČLAF   | Semifinale      | Prague Lions - Vysočina Gladiators          | 42 - 20   |
| 11 settembre 2021 | Jihlava | ČLAF   | Czech Bowl      | Vysočina Gladiators - Prague Lions          | 23 - 0    |

## Palmarès
- 1 Czech Bowl (2021)
- 1 Iron Bowl (2016)